# Barlanglakás

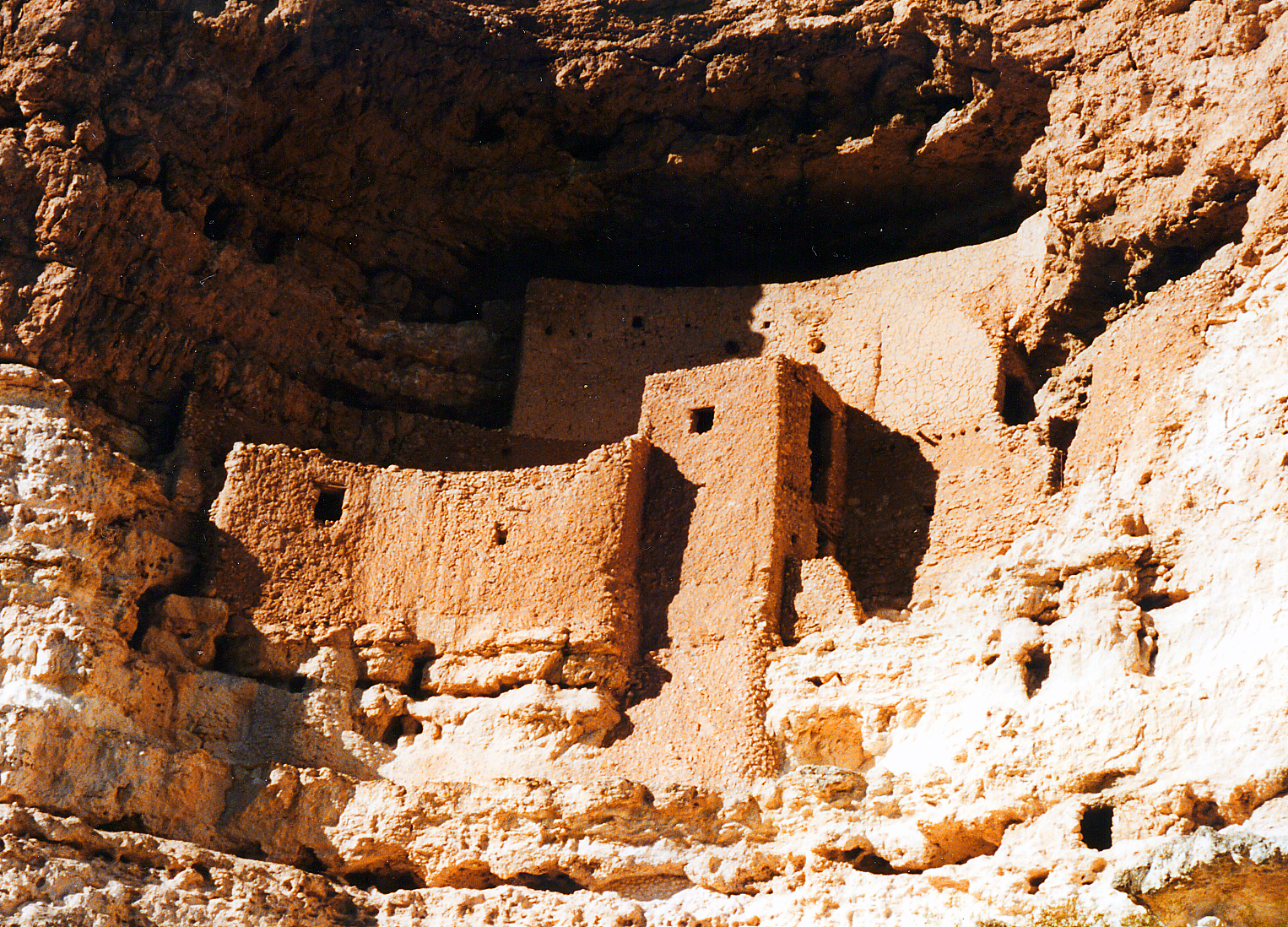
A hohokam kultúrához kötődő barlanglakások az amerikai Dél-Arizonában

A barlanglakás vagy sziklalakás emberi lakótérként kialakított, hegy- vagy domboldalba vájt mesterséges, esetleg emberi munkával átalakított természetes barlang. A Föld valamennyi részén ismert szükséghajlék, különösen gyakori a Földközi-tenger vidékén és Észak-Amerika sziklás tájain.

## Története
A természetes barlangok az emberiség legősibb hajlékai közé tartoznak, az őskorban a legáltalánosabb menedékhelyként szolgáltak. Az állattenyésztés kialakulása óta ugyanazokat a természet vájta üregeket a pásztornépek is használták, a maguk, illetve állataik szálláshelyéül (barlangi állattartás). Az ember idővel utánozni kezdte a természetet, s a hegyoldalakban, felszíni kőzetekben keze munkájával maga alakította ki a különböző funkciójú építményeket: a szakrális rendeltetésű barlang- vagy sziklatemplomokat, a szerzetesi közösségeknek otthont adó sziklakolostorokat, a föld alatti temetkezési helyként használt katakombákat, a tárolásra használt lyukpincéket és a lakhelyül szolgáló barlanglakásokat. A régészettudomány hagyományosan sziklalakás néven ismeri ezeket az ősi, több ezer éves emberi hajlékokat. Ezekből akár egész településnyi is található például az olaszországi Materában, a törökországi Kappadókia térségében, Kína Henan, Shanxi, Shaanxi és Gansu tartományaiban, Észak-Afrika, Etiópia és az amerikai–mexikói délnyugati határvidék sziklás-sivatagos területein (Arizona, Új-Mexikó, Utah, Colorado, Chihuahua).

### Magyarországi barlanglakások

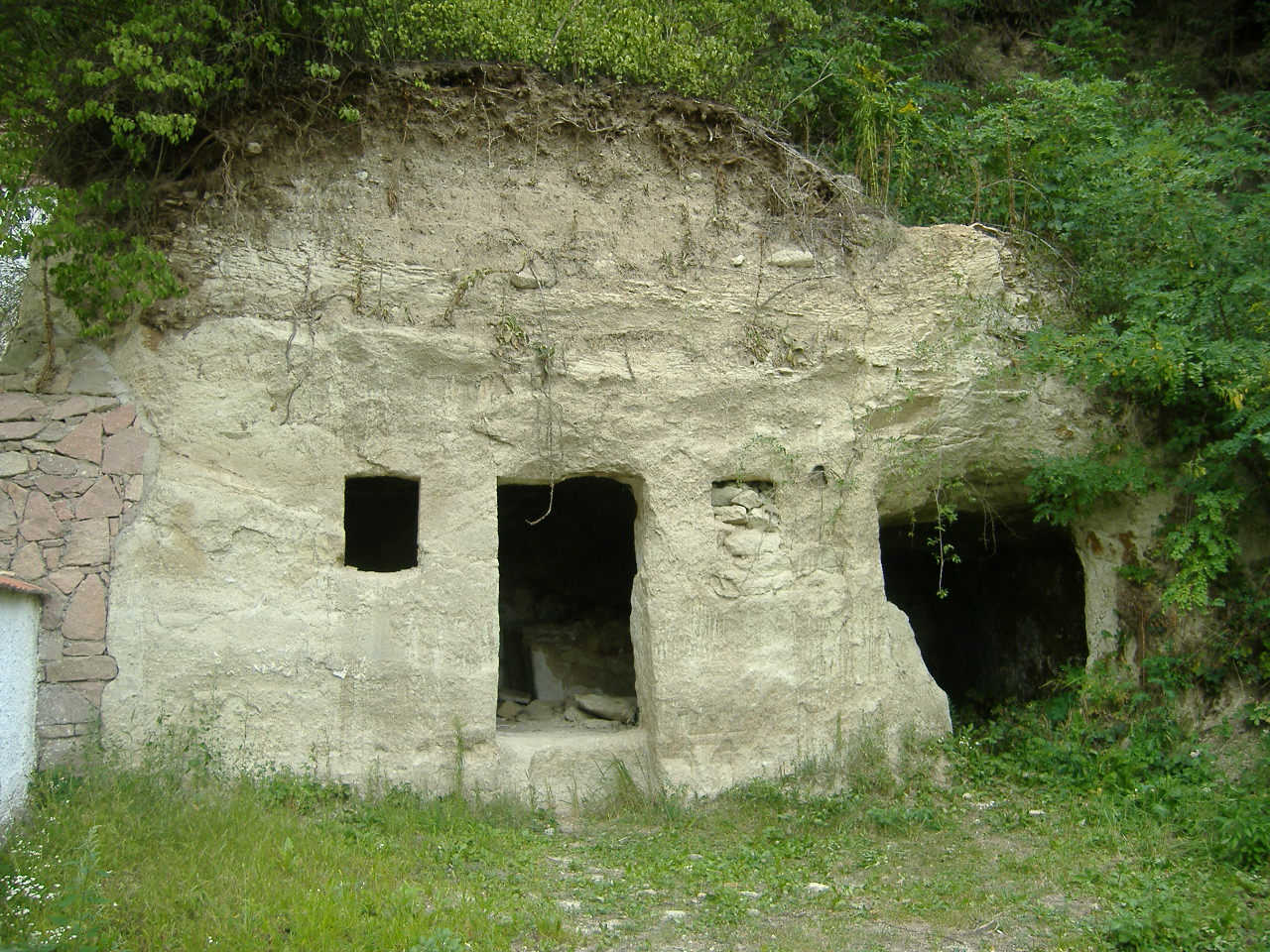
Szomolyai barlanglakás simára nyesett homlokzata

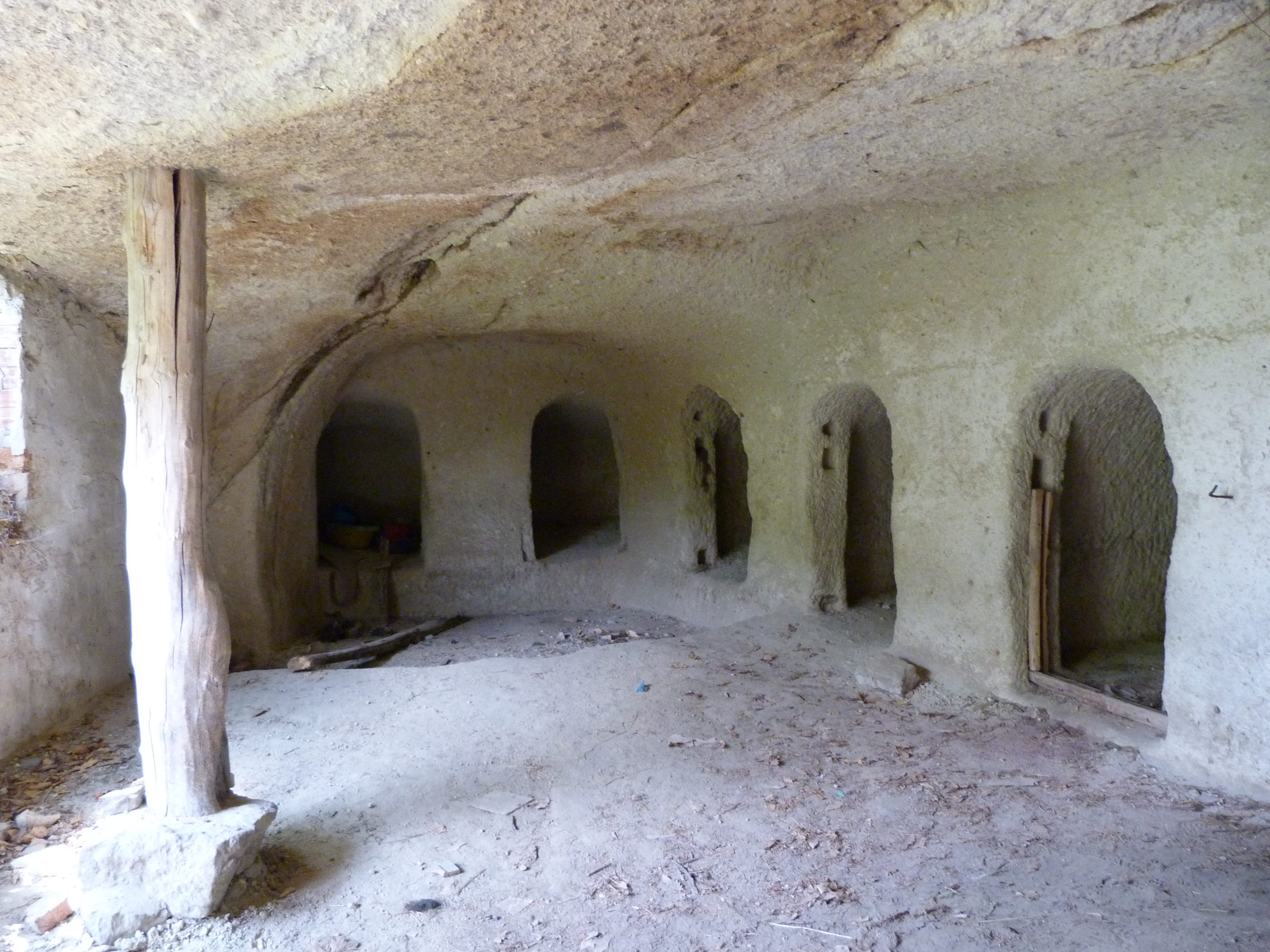
Cserépváraljai barlanglakás

A Kárpát-medence hegyvidéki területein elterjedt barlangi állattartás, azaz a természetes barlangok istállóként való hasznosítása (lásd például az Istállós-kő analógiáján) mellett a 13. századtól jelentek meg a legelső barlanglakások. Legtöbbjük a Budai-hegység és a Gerecse mészkő borította területein (Budafok, Budatétény, Gellért-hegy; Süttő), a Bükk és a Bükkalja vulkanikus eredetű tufakőzetében (Andornaktálya, Cserépváralja, Noszvaj, Szomolya, Tibolddaróc), illetve a Kelet-Dunántúl (Fejér és Tolna vármegye) és a Mátravidék (Sirok) agyagos-márgás löszhátságain található (ez utóbbiak megkülönböztető neve a néprajzi szakirodalomban partlakás). Ezek a korai századokban elsősorban a bányaműveléshez kötődtek, azaz a bányászok éjszakai hajlékául szolgáltak. A későbbi évszázadokban egész települések lakossága élt falba vájt lakásokban (például a Tolna vármegyei Miszla), az újkorra azonban a barlangházak kifejezetten a szegény sorú népesség szükséglakásai lettek. A falvak szélén a legszegényebb réteg, az alkalmi munkát vállaló summások, valamint a cigányság élt bennük. A 19. században a városokban is megjelentek a barlanglakások (például Budafokon) mint a nyomorban élő gyári munkások hajlékai. A 19. század végi filoxéravészt követően több lyukpincét alakítottak át emberi lakásra alkalmasnak. Ugyanakkor a hatóságok rendeletileg tiltották az egészségtelen, rosszul szellőző és nyirkos, a hóolvadáskor gyakran a víz által is elöntött barlanglakásokat, de ezeket napjainkig sem sikerült felszámolni. 1988-ban Budafokon és Budatétényben még 231 barlanglakást tartottak nyilván.

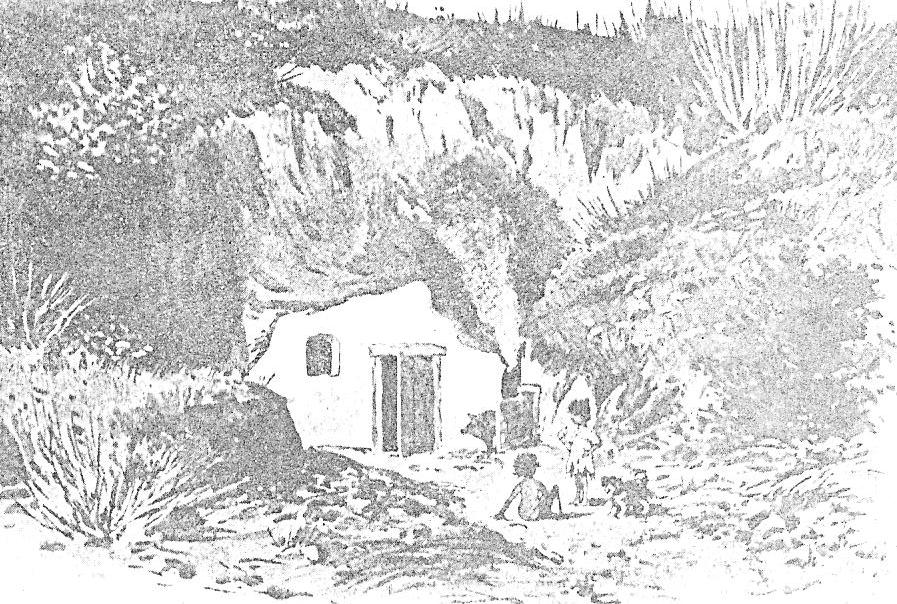
Andornaki barlanglakást ábrázoló rajz Herman Ottó egyik jegyzetfüzetéből

A Kárpát-medencei barlanglakások többnyire többhelyiségesek, mennyezetük boltozatos kiképzésű. Kialakításukhoz hagyományos bányászszerszámokat használtak (ásó, lapát, csákány). A belső teret kezdetlegesebb megoldásként fa- vagy kukoricaszár ajtó zárta le, másutt kőművesmunkával képezték ki a homlokzati, ajtós-ablakos vagy akár tornácos részt, illetve partlakások esetén az elülső részt ásóval simára nyesték és fehérre meszelték. Többnyire a bejárat mellett volt található a tűzhely (általában takaréktűzhely), hogy a füst az ajtó mellett kialakított huzatos füstlyukon azonnal távozhasson. A családi hajlékul szolgáló barlanglakásokat szokványosan bebútorozták, a bányászok, gyári munkások tömegszállásául szolgálókban pedig a tároló- és fekvőalkalmatosságokat is a kőzetből faragták ki (vakablak, földpriccs stb.).
Budafokon és Cserépváralján egyaránt található barlanglakás-múzeum.